# ドンソン県
ドンソン県（ドンソンけん、ベトナム語：Huyện Đông Sơn / 縣東山? ）は、ベトナム社会主義共和国タインホア省の県。面積は82.87 km²、人口は110,700人（2019年）である。
2025年1月1日、タインホア市に編入された。

## 行政区画
1市鎮13社を管轄する。